# Atelopus senex
Atelopus senex és una espècie d'amfibi de la família dels bufònids. Viu a Costa Rica, es troba en el bosc humit montà al centre del país, a les Serralades Central i Talamanca a 1.100-2.200m des del nivell del mar. Es tracta d'una espècie terrestre i d'aigua dolça. El seu hàbitat natural és en els marges de rierols a la selva tropical premontana i bosc pluvial montà baix. És diürn, espècie de flux de cries, i es pot trobar en grans concentracions durant el període reproductiu de juliol a agost (Savage 2002). La principal amenaça per a aquesta espècie és probable que sigui la quitridiomicosi, que condueix a una disminució de la població de manera catastròfica, com ha passat en moltes altres espècies de muntanya de Atelopus. Altres amenaces per aquesta espècie poden incloure el canvi climàtic, la captura per al comerç de mascotes, i possiblement la contaminació. La distribució d'aquesta espècie està protegida pel Parc Nacional Tapantí i el Parc Nacional Braulio Carrillo (encara que ara es creia extinta). Calen més treballs d'investigació per determinar si aquesta espècie encara persisteix. Davant l'amenaça de la quitridiomicosi, els individus que sobreviuen podrien ser la base per a l'establiment d'una població ex-situ.